# Capu Câmpului
Capu Câmpului est une commune du județ de Suceava en Roumanie.